# Al-Bayt-Stadion
Das al-Bayt-Stadion (arabisch استاد البيت Istād al-Bayt) ist ein Fußballstadion mit schließbarem Dach in der katarischen Küstenstadt al-Chaur im Norden des Landes. Es wurde für die Fußball-Weltmeisterschaft 2022 errichtet und bietet zur WM Platz für 68.895 Besucher. Das Design wie auch der Name gehen auf die Bayt al Sha'ar, die traditionellen Zelte der nomadisierenden Beduinenstämme Katars, zurück. Wie bei anderen Stadion-Neubauten für die WM kam es auch beim Bau des Al-Bayt-Stadions zu Menschenrechtsverletzungen und zur Ausbeutung von Arbeitern. Das Stadion war Schauplatz von neun Partien der Weltmeisterschaft.

## Geschichte
Der erste Entwurf des Stadions von der Albert Speer & Partner GmbH aus dem Jahr 2009 bot 45.330 Plätze. 2014 wurde das endgültige Design, mit einer Kapazität von 60.000 Zuschauern veröffentlicht. Damals war das Dach des Zeltbaus noch in Schwarz und wurde erst im Jahr darauf durch die hellere, weiße Ausführung ersetzt. Die Änderung hat einen praktischen Grund. Das Dach wie die Fassade bestehen aus einer Membran aus Polytetrafluorethylen (PTFE), die weiße Dachhaut soll beständiger gegen das in Katar herrschende Wüstenklima sein und es soll die Wartung erleichtern. Der Bauauftrag für die Spielstätte wurde 2015 an Salini Impregilo, Galfar und Cimolai vergeben. Im September 2015 begannen die ersten Bauarbeiten zur Vorbereitung des Geländes mit der Schaffung eines 14 Meter hohen Hügels, auf dem das Stadion entstehen sollte. Der Bau begann im Frühjahr 2016. Der Bau wurde auf einem Sockel errichtet, welcher auch die Akustik verbessern sollte. Es wurde mit der Pfahlgründung begonnen. Die Pfähle werden bis zu 21 Meter in den Boden getrieben. Die Gründung sollte bis zum Ende des Jahres 2016 andauern. Zu diesem Zeitpunkt plante man mit der Eröffnung des al-Bayt-Stadions zum Ende des Jahres 2018.
Fast die Hälfte der Stadionplätze bestehen aus den temporären Sitzplätzen. Im Februar 2017 wurde das erste Element mit 2500 Plätzen der vorübergehenden Tribünenteile auf der Nordseite in 40 Meter Höhe verbaut. Des Weiteren wurde ein Abschnitt der Membran montiert, um das Material zu testen. Am 27. April 2019 wurde der Rasen im Stadion auf etwa 7800 m² in nur sechs Stunden und 41 Minuten verlegt. Damit stellten die Katarer einen dritten Weltrekord auf. 2018 erhielt das Khalifa International Stadium in 13 Stunden eine neue Spielfläche aus Naturrasen. Am 22. März 2019 brauchten die Arbeiter im al-Janoub Stadium nur neun Stunden und 15 Minuten für die Verlegung des Rasens. Der Rasen wurde von einer Gruppe aus 40 Experten verlegt, die zumeist aus dem Ausland stammen. Das al-Bayt-Stadion war zu diesem Zeitpunkt in seiner Struktur fertig und fast die ganze Ausstattung eingebaut. Das schließbare Dach wurde getestet und das Stadion war weitestgehend betriebsbereit. Ein Eröffnungstermin stand noch nicht fest, sollte aber noch 2019 stattfinden.
Das nördlichste Stadion der Weltmeisterschaft bietet luxuriöse Hotelsuiten und Logen mit Balkon und Blick auf das Spielfeld. Für die Nachnutzung des Fußballvereins al-Khor SC soll der Oberrang zurückgebaut und die Kapazität auf 32.000 nahezu halbiert werden. Durch die modulare Bauweise der Sportstätte soll der Rang zur Zweitnutzung an Entwicklungsländer abgegeben werden. Der obere Teil soll nach der Weltmeisterschaft in ein Fünf-Sterne-Hotel umgewandelt werden. Des Weiteren werden ein Einkaufszentrum, ein Food-Court, ein Fitnessstudio und eine Mehrzweckhalle in den Veranstaltungsort integriert. Um die Arena wird es Radwege, Laufstrecken sowie Strecken zum Reiten zu Pferd bzw. auf dem Kamel geben. Darüber hinaus werden den Einwohnern ein Park, ein See und Spielbereiche sowie Restaurants und Lebensmittelkioske zur Verfügung stehen. Die Parkanlage wurde am 11. Februar 2020, dem Qatar National Sports Day, eröffnet. Im Juli 2020 wurde das Stadion für seine Nachhaltigkeit mit fünf Sternen ausgezeichnet. Die Golf-Organisation für Forschung und Entwicklung (GORD) bewertete nach dem Global Sustainability Assessment System (GSAS). Es erhielt drei Zertifikate für sein Design, seine Baupraktiken sowie die Effizienz seines Energiezentrums. Das al-Bayt-Stadion ist die zweite Spielstätte der WM 2022, nach dem Education City Stadium, die diese Auszeichnung erhalten hat. Die beiden fertiggestellten Khalifa International Stadium und das al-Janoub Stadium erreichten zuvor ein Vier-Sterne-Rating.
Am 15. Juli 2020 wurde der Rahmen-Spielplan der Fußball-Weltmeisterschaft 2022 veröffentlicht. Nach dem Endspielstadion Lusail Iconic Stadium mit 88.966 Plätzen werden im al-Bayt-Stadion, mit neun Partien, die meisten WM-Spiele ausgetragen. In al-Chaur wurde u. a. am 20. November 2022 das Eröffnungsspiel ausgetragen, das um 17:00 Uhr MEZ angepfiffen wurde. Nach Angaben der FIFA befand sich das al-Bayt-Stadion im November 2020, zwei Jahre vor der Weltmeisterschaft, in der letzten Bauphase und wurde 2021 fertiggestellt.
Die Infrastruktur des al-Bayt-Stadions wurde ein Jahr vor der Weltmeisterschaft beim FIFA-Arabien-Pokal 2021 getestet. Dabei fand die Eröffnung am 30. November 2021 mit dem Spiel Katar gegen Bahrain (1:0) vor 47.813 Zuschauern statt. Das Tor erzielte Abdulaziz Hatem.

## Menschenrechtsverletzungen und Ausbeutung von Arbeitern
Wie bei anderen Stadion-Neubauten für die WM kam es auch beim Bau des al-Bayt-Stadions zu Menschenrechtsverletzungen und zur Ausbeutung von Arbeitern. Die englische Zeitung The Guardian berichtete im September 2022 über den Bau des al-Bayt-Stadions. Arbeiter wurden demnach in verschmutzten Baracken auf engstem Raum untergebracht, in denen sie sich oft zu dritt oder viert ein Bett teilen mussten. Der Stundenlohn betrug umgerechnet ein Pfund Sterling. Die Arbeiter hatten Knebelverträge, mussten unerlaubte Gebühren entrichten, es kam zu gesundheitlichen Folgeschäden durch die massive Hitze, vor der die Arbeiter nicht geschützt wurden. Im Zeitraum von 2011 bis 2020 sollen laut dem Guardian insgesamt 5927 Arbeitsmigranten aus Indien, Bangladesch, Nepal und Sri Lanka in Katar gestorben seien, viele davon auf den Großbaustellen für Stadien. Nordkorea soll zudem 3000 Arbeitssklaven nach Katar geschickt haben. 90 Prozent ihres Gehalts soll von Vermittlungsagenturen einbehalten worden sein.

## Spiele der Fußball-Weltmeisterschaft 2022 im al-Bayt-Stadion
Es wurden neun Partien im al-Bayt-Stadion in al-Chaur ausgetragen.
|                                                    |   |                    |           |
| So., 20. Nov. 2022 um 17:00 Uhr MEZ, Gruppe A      |   |                    |           |
| Katar                                              | – | Ecuador            | 0:2 (0:2) |
| Mi., 23. Nov. 2022 um 11:00 Uhr MEZ, Gruppe F      |   |                    |           |
| Marokko                                            | – | Kroatien           | 0:0       |
| Fr., 25. Nov. 2022 um 20:00 Uhr MEZ, Gruppe B      |   |                    |           |
| England                                            | – | Vereinigte Staaten | 0:0       |
| So., 27. Nov. 2022 um 20:00 Uhr MEZ, Gruppe E      |   |                    |           |
| Spanien                                            | – | Deutschland        | 1:1 (0:0) |
| Di., 29. Nov. 2022 um 16:00 Uhr MEZ, Gruppe A      |   |                    |           |
| Niederlande                                        | – | Katar              | 2:0 (1:0) |
| Do., 1. Dez. 2022 um 20:00 Uhr MEZ, Gruppe E       |   |                    |           |
| Costa Rica                                         | – | Deutschland        | 2:4 (0:1) |
| So., 4. Dez. 2022 um 20:00 Uhr MEZ, Achtelfinale   |   |                    |           |
| England                                            | – | Senegal            | 3:0 (2:0) |
| Sa., 10. Dez. 2022 um 20:00 Uhr MEZ, Viertelfinale |   |                    |           |
| England                                            | – | Frankreich         | 1:2 (0:1) |
| Mi., 14. Dez. 2022 um 20:00 Uhr MEZ, Halbfinale    |   |                    |           |
| Frankreich                                         | – | Marokko            | 2:0 (1:0) |

## Spiele der Fußball-Asienmeisterschaft 2024 im al-Bayt-Stadion
Es sind vier Partien der Fußball-Asienmeisterschaft 2024 im al-Bayt-Stadion in al-Chaur geplant.
| Mi., 17. Jan. 2024, 15:30 Uhr MEZ, Gruppe A     |   |                      |           |
| Tadschikistan                                   | – | Katar                | –:– (–:–) |
| Di., 23. Jan. 2024, 12:30 Uhr MEZ, Gruppe B     |   |                      |           |
| Syrien                                          | – | Indien               | –:– (–:–) |
| Mo., 29. Jan. 2024, 17:00 Uhr MEZ, Achtelfinale |   |                      |           |
| Erster Gruppe A                                 | – | Dritter Gruppe C/D/E | –:– (–:–) |
| Sa., 3. Feb. 2024, 16:30 Uhr MEZ, Viertelfinale |   |                      |           |
| Sieger AF 4                                     | – | Sieger AF 5          | –:– (–:–) |